# 田中昭二 (映画監督)
田中 昭二（たなか しょうじ、1957年 - ）は、日本の映画監督。

## 人物
東京都出身。日本大学芸術学部を卒業。出版社での仕事を経て、1994年にピンク映画『ザ・いんらん』を監督した。
1996年には、花村萬月の『聖殺人者イグナシオ』を原作とした『イグナシオ』を監督した。2003年以降「廃墟」を扱った作品を制作している。

## 主な作品

### 映画
- Spanking Love （1995年 ジェイ・ブイ・ディー）[2]
- イグナシオ （1996年 パル企画）兼 脚本[3]
- エロス+廃墟 （2005年 アップリンク）兼 脚本[4]

### DVD
- 廃墟ロマネスク （2003年 ポニーキャニオン）[5]
- 廃墟幻影 （2005年 マジカル）
- UNDERGROUND【アンダーグラウンド/地下世界へ】 （2006年 マジカル）

### 書籍

#### 共著
- 写真：中筋純
  - 廃墟、その光と影 （2005年 東邦出版 ISBN 4809404242）
  - 愛という廃墟 （2005年 東邦出版 ISBN 4809404595）

#### 単著
- DVDブック 戦争廃墟行 （2010年 学習研究社 ISBN 978-4054046832）[1]